# Франц Ґрасгоф
Франц Ґра́сгоф (нім. Franz Grashof; 11 липня 1826, Дюссельдорф — 26 жовтня 1893, Карлсруе) — німецький інженер-механік і науковець в галузі теорії механізмів і машин.

## Життєпис

### Молоді роки
Франц Ґрасгоф народився 11 липня 1826 року у сім'ї Єлизавети Софії Доротеї Флорентини Брюггеманн (нім. Lisette Sophie Dorothea Florentine Bruggemann) і Карла Ґрасгофа (нім. Karl Grashof), викладача класичної філології в Королівській гімназії у Дюссельдорфі. Його дядьком був придворний художник Отто Ґрасгоф. Незважаючи на гуманітарне оточення у сім'ї, Франц рано проявив інтерес до техніки; вже з 15 років він працював слюсарем, відвідуючи після роботи ремісниче училище.
В жовтні 1844 року Франц Ґрасгоф вступив до Берлінського Королівського комерційного інституту, де вивчав математику, фізику і машинобудування. Однак у 1847 році Ґрасгоф, перервавши навчання, пішов на військову службу: рік він прослужив добровольцем у стрілецькому батальйоні, а у 1848—1851 роках служив на флоті матросом та здійснив на вітрильному судні плавання до Нідерландської Ост-Індії і Австралії. Після цього он розчарувався в обраній ним кар'єрі морського офіцера (не останню роль відіграла короткозорість, на яку він страждав) і повернувся до Берліна, де з 1852 року продовжив навчання у Королівському комерційному інституті.

### Професійна кар'єра
У 1854 році Ґрасгоф закінчив Берлінський Королівський комерційний інститут й залишився працювати у ньому, викладаючи математику і механіку.
У 1856 році група з 23 молодих інженерів, до якої входив і Ґрасгоф, заснували Асоціацію німецьких інженерів (нім. Verein Deutscher Ingenieure, VDI), яка існує до сьогодні. Ґрасгоф став редактором журналу «Zeitschrift des VDI», заснованого цим товариством, що почав виходити з 1 січня 1857 року. У цьому журналі вчений опублікував і низку своїх статей з різних питань прикладної механіки.
У 1860 році Ростоцький університет присвоїв Францу Ґрасгофу звання почесного доктора.

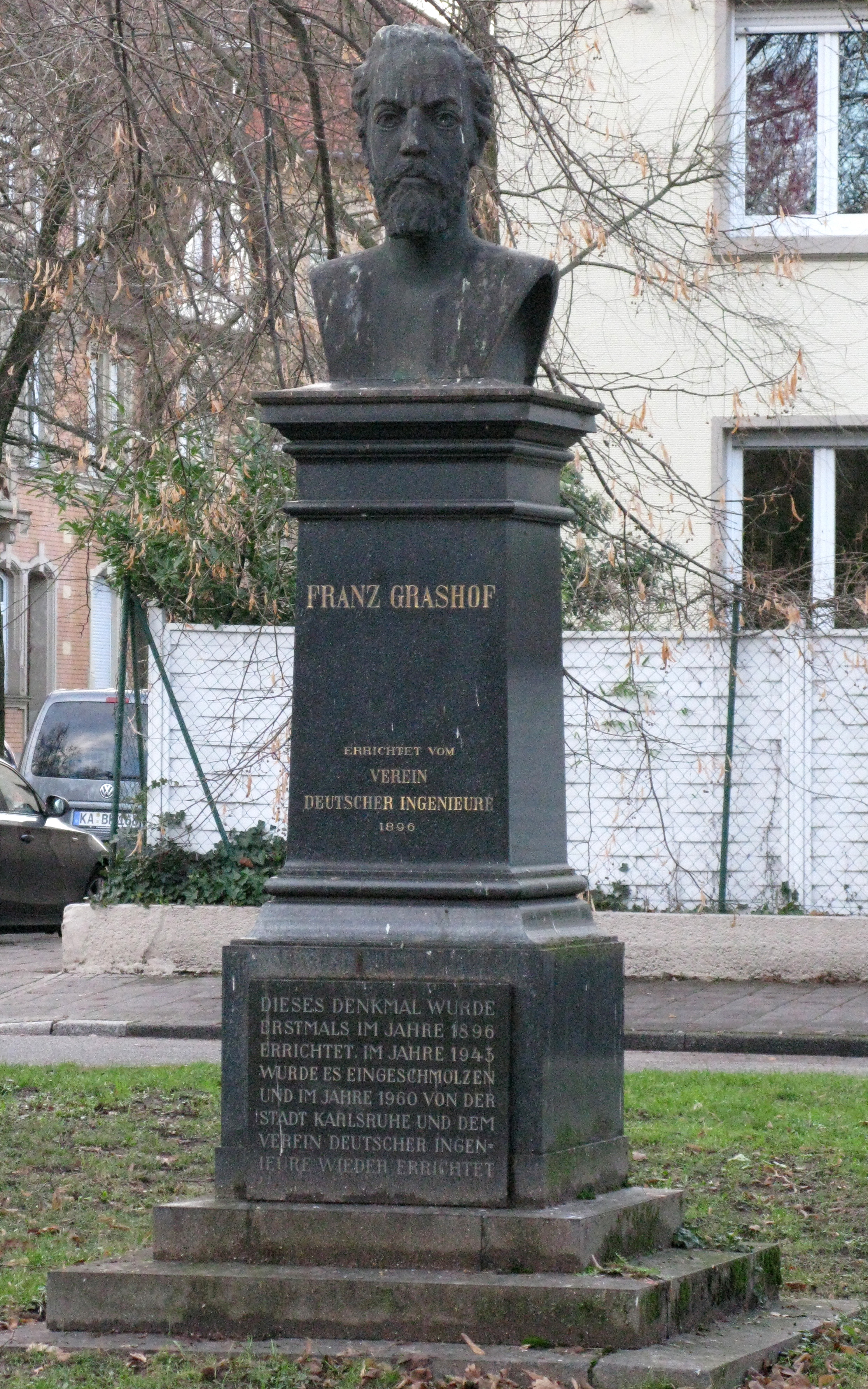
Пам'ятник Францу Ґрасгофу у Карлсруе

У 1863 році після смерті Фердінанда Редтенбахера Ґрасгоф став його наступником на посту професора кафедри прикладної механіки і теорії машин Політехнікуму Карлсруе. Тут він читав лекції з опору матеріалів, гідравліки, термодинаміки та конструювання машин, причому — на загальну думку — його лекції відрізнялись точністю та ясністю викладу.
У 1883 року Грасгоф переніс інсульт, наслідки якого значно обмежили його творчу активність. У 1891 році стався новий інсульт, від якого вчений так і не оговтався.
Помер 26 жовтня 1893 року в Карлсруе.

## Наукові здобутки

### Праці з кінематики
Основним напрямом досліджень Ґрасгофа була прикладна механіка (зокрема, кінематика механізмів). Він був прихильником аналітичних методів у механіці. З результатів, отриманих Ґрасгофом, в сучасних підручниках з теоретичної механіки зазвичай приводиться теорема Ґрасгофа про проєкції швидкостей (не завжди — із згадуванням імені автора).

#### Теорема Ґрасгофа про проєкції швидкостей
Розглянемо дві точки — {\displaystyle A^{*}} і {\displaystyle B^{*}} — деякої механічної системи, і нехай {\displaystyle A} і {\displaystyle B} — їх поточне розташування. Теорема Ґрасгофа про проєкції швидкостей у загальному випадку формулюється так: «Якщо на точки {\displaystyle A^{*}} і {\displaystyle B^{*}} накладена жорстка в'язь, то проєкції їх швидкостей на пряму, яка сполучає поточні положення цих точок, однакові»:
{\displaystyle \mathrm {pr} _{_{AB}}\,\mathbf {v} _{_{\!A}}\;=\;\mathrm {pr} _{_{AB}}\,\mathbf {v} _{_{B}}}.
Зазвичай цю теорему застосовують до точок абсолютно твердого тіла, і для цього випадку її формулюють так: «Проєкції швидкостей двох довільних точок твердого тіла на прямую, що сполучає ці точки, рівні між собою».
Теорема Ґрасгофа про проєкції швидкостей нерідко виявляється корисною при розв'язуванні конкретних задач кінематики абсолютно твердого тіла.

### Праці Ґрасгофа з опору матеріалів
Грасгоф виявляв неабиякий інтерес до опору матеріалів і у 1866 році видав керівництво з даного предмета, перевидане в розширеному вигляді у 1878-му під назвою «Теорія пружності і міцності» (нім. Theorie der Elasticität und Festigkeit). Книга стала першою спробою увести елементи теорії пружності в орієнтований на інженерів курс опору матеріалів. Причому Ґрасгоф не обмежується викладом лише елементарного опору матеріалів, але також вводить основні рівняння теорії пружності, якими користується при викладі теорії згину та кручення призматичних стрижнів і теорії пластин. У задачі про згин стрижня Ґрасгоф отримує розв'язок для деяких форм поперечного перерізу, що не розглядалися Сен-Венаном. Він продовжує дослідження започатковані Ю. Вайсбахом з вивчення складного напруженого стану. У низці розділів курсу Ґрасгоф отримує нові, оригінальні результати.

### Праці Грасгофа з машинознавства
Грасгоф працював також в галузі машинознавства. Його головна праця — «Теоретичне машинобудування» (тт. 1—3, 1875—1890), у якій він развинув вчення Ф. Рело про кінематичні пари і кінематичні ланцюги.
У цій праці Ґрасгоф розглядав рух як плоских, так і просторових механізмів. Аналізуючи загальний випадок руху у просторі, він вказував, що простий замкнутий кінематичний ланцюг вимушеного руху з обертовими кінематичними парами має складатись із семи ланок, а також обговорював можливості зменшення кількості ланок при часткових варіантах розташування осей шарнірів.
У підручниках з теорії механізмів і машин часто подається теорема Ґрасгофа про шарнірний чотириланковий механізм.

#### Теорема Ґрасгофа про шарнірний чотириланковий механізм
Теорема Ґрасгофа (іноді називається також правилом Ґрасгофа) встановлює умову існування кривошипа у шарнірному чотириланковому механізмі. Мова йде про плоский механізм з трьох рухомих ланок (тобто твердих тіл, які утворюють механізм) 1, 2, 3 і стійки (нерухомої ланки) 0, у якого усі ланки сполучені між собою обертовими кінематичними парами.

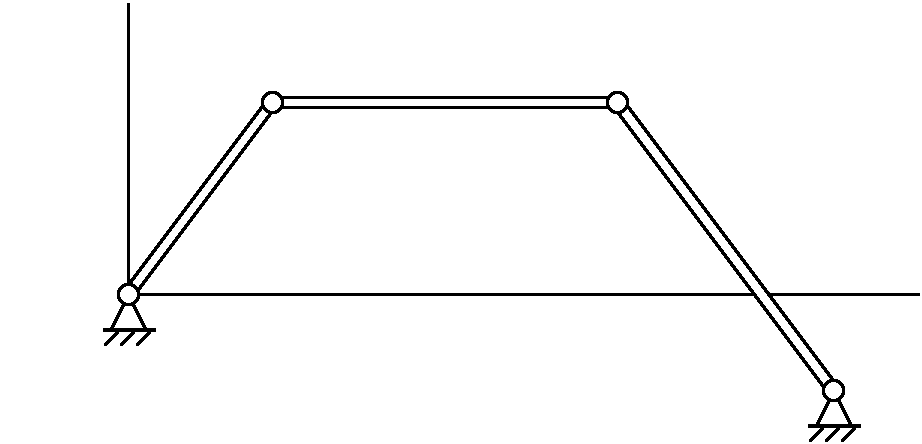
Шарнірний чотириланковий механізм

Для ланок плоских механізмів у теорії механізмів і машин використовують таку термінологію:
- кривошип — ланка плоского механізму, яка утворює обертальну пару зі стійкою і може здійснювати навколо осі пари повний оберт;
- коромисло — ланка плоского механізму, яка утворює обертальну пару зі стійкою, але не може робити повний оберт навколо осі пари;
- шатун — ланка плоского механізму, зв'язана обертальними парами з рухомими його ланками, але не зі стійкою.

Теорема Ґрасгофа про шарнірний чотириланковий механізм формулюється так: "Найменша ланка є кривошипом, якщо сума довжин найменшої і довільної іншої ланки є меншою від суми довжин інших двох ланок (під «найменшою» мається на увазі ланка найменшої довжини).
Застосовуючи правило Ґрасгофа, можна поділити  усі шарнірні чотириланкові механізми на 3 групи:
- механізм буде кривошипно-коромисловим, якщо довжини його ланок задовольняють правило Ґрасгофа і за стійку взята ланка, сусідня з найкоротшою;
- механізм буде двокривошипним, якщо сума довжин найкоротшої і найдовшої ланок є меншою від суми довжин решти ланок, і за стійку прийнята найкоротша ланка;
- механізм буде двокоромисловим, якщо або правило Ґрасгофа не виконане, або воно виконане, але найкоротша ланка не сполучена зі стійкою (тобто вона є шатуном і тому не може бути кривошипом).

Так, зображений на рисунку шарнірний чотириланковий механізм є двокоромисловим механізмом, оскільки правило Ґрасгофа для нього не виконується.

### Праці Ґрасгофа з теорії теплопередачі
Ґрасгоф працював також в галузі гідравліки і теплотехніки, де вивчав, зокрема, процеси конвекції. У теорії теплообміну відомим є назване на його честь число Грасгофа — критерій подібності, що відображає процес теплообміну при вільному русі у полі гравітації і є мірою співвідношення архімедової (підіймальної) сили, викликаної нерівномірним розподілом густини у неоднорідному полі температур, і сил міжмолекулярного тертя.

## Особисте життя
У 1854 році Франц Ґрасгоф одружився з Генрієттою Ноттебом (нім. Henriette Nottebohm), дочкою землевласника. У них народились син і дві дочки; одна з дочок, Єлизавета, згодом вийшла заміж за відомого архітектора і скульптора Карла Гоффакера (нім. Karl Hoffacker).

## Вшанування пам'яті

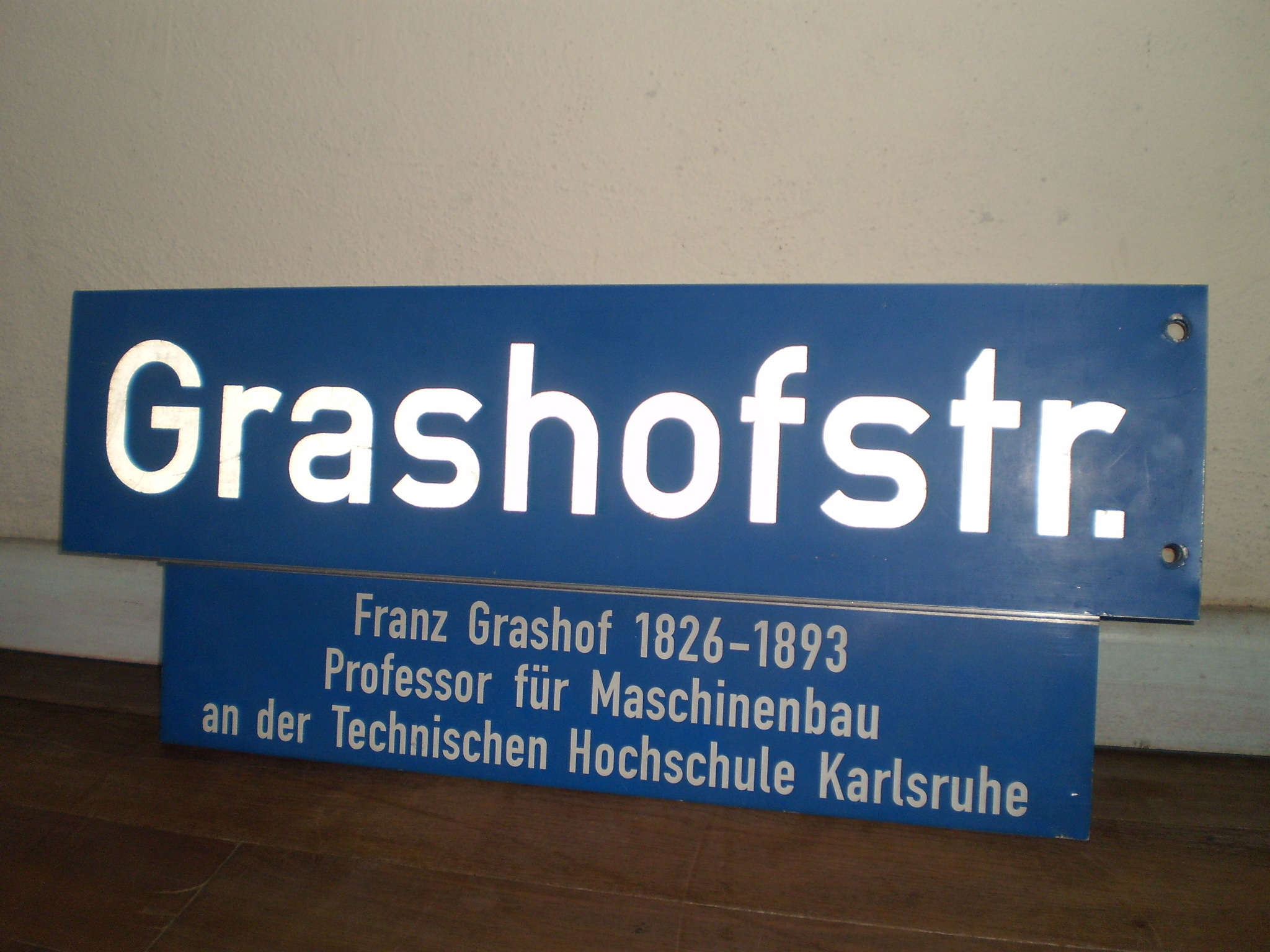
Табличка з назвою вулиці Ґрасгофа в Карлсруе

У 1894 році Асоціація німецьких інженерів заснувала на честь Франца Ґрасгофа (у 1856—1890 роках — першого її директора) свою вищу нагороду — пам'ятну медаль Ґрасгофа, що вручається інженерам за видатні наукові чи професійні здобутки в галузі техніки.
У 1986 році у Карлсруе було споруджено пам'ятник Францу Ґрасгофу. На його честь названо вулиці у Бремені, Дюссельдорфі, Карлсруе и Мангаймі.

## Публікації
- Grashof, Franz. . Die Festigkeitslehre mit besonderer Rücksicht auf die Bedürfnisse des Maschinenbauses: Abriss von Vorträgen an der Polytechnischen Schule zu Carlsruhe. — Berlin : R. Gaertner, 1866. — xiv + 293 с.
- Grashof, Franz. . Theorie der Elasticität und Festigkeit: mit Bezug auf ihre Anwendungen in der Technik. — Berlin : R. Gaertner, 1878. — viii + 408 с.
- Grashof, Franz. . Theoretische Maschinenlehre. Bd. 1. Hydraulik nebst mechanischer Wärmetheorie und allgemeiner Theorie der Heizung. — Leipzig : L. Voss, 1875. — xiv + 972 с.
- Grashof, Franz. . Theoretische Maschinenlehre. Bd. 2. Theorie der getriebe und der mechanischen Messinstrumente. — Leipzig : L. Voss, 1883. — xii + 873 с.
- Grashof, Franz. . Theoretische Maschinenlehre. Bd. 3. Theorie der Kraftmaschinen. — Leipzig : L. Voss, 1890. — xii + 891 с.